# Transqualit
Transqualit é um conjunto de normas de certificação para empresas do setor de transporte de cargas e logística. Desenvolvido pela Associação Nacional do Transporte de Cargas e Logística (NTC&Logística), em conjunto com a Fundação Carlos Alberto Vanzolini (FCAV) e pela Associação Brasileira de Normas Técnicas, tem sua base fundamentada na ISO 9000, com adaptações para o setor. Entretanto, ao contrário desta, fixa algumas metas a serem cumpridas pela entidade a ser certificada. Oficialmente recebe o nome de NBR 14884. O objetivo era inserir a etapa de transporte de mercadorias dentro da cadeia da qualidade e entrega de valor aos clientes, uma vez que os transportadores formam as conexões entre os elos da cadeia de suprimentos (supply chain). A certificação vale por um ano e, ao expirar, deve ser renovada pela empresa certificada.
A primeira versão da norma foi expedida em 2000, e até 2006 a norma era dividida em três níveis: ouro, prata e bronze. Para se atingir o nível prata as empresas deveriam cumprir os requisitos do nível bronze e do nível prata, e para atingir o nível ouro, a empresa deveria atingir os três níveis. (DEIVISON, 2005) Contudo, a revisão da norma realizada em 2006 extinguiu os níveis, passando os requisitos a serem universais.
A Transqualit propriamente dita é destinada aos sistemas de gestão da qualidade para empresas de transporte de cargas em geral, mas pode conter normas específicas para certos tipos de cargas que necessitam de cuidados especiais, a saber:
- Transqualit "Green" - Destinada à qualificação de empresas de transporte de produtos que tenham potencial risco à saúde, à segurança, ou ao meio ambiente (este, relacionado também à ISO 14000 e à OHSAS 18001). Esta certificação também é concedida a todas as empresas que passaram pelo processo de avaliação Sassmaq.

- Transqualit Frigo - Destinada à qualificação de empresas de transporte de cargas frigorificado, ou sob temperatura controlada.

- Transqualit Farma - Destinada à qualificação de empresas de transporte de cargas de produtos farmacêuticos.

- Transqualit Aéreo - Destinada à qualificação de empresas de transporte de carga aérea.